# Suzanne (film 2013)
Suzanne è un film del 2013 diretto da Katell Quillévéré.

## Trama
Dopo la morte della madre, Suzanne rimane sola con la sorella minore e affidate al padre. All'età di 17 anni, Suzanne diventa la madre di un figlio, sostenuta sia dal padre che dalla sorella. In seguito Suzanne si innamora di un gangster Julien e per lui abbandona la sua famiglia per seguirlo a Marsiglia, dove finisce in carcere. Dopo essere stata rilasciata scopre che suo figlio Charlie è stato dato ad una famiglia affidataria.

## Riconoscimenti
- 2014 - Premio César
  - Migliore attrice non protagonista a Adèle Haenel
  - Candidatura per la Migliore attrice protagonista a Sara Forestier
  - Candidatura per il Migliore attore non protagonista a François Damiens
  - Candidatura per la Migliore promessa maschile a Paul Hamy
  - Candidatura per la Migliore sceneggiatura originale a Mariette Désert e Katell Quillévéré